# Верхні Куганари
Ве́рхні Кугана́ри (рос. Верхние Куганары, чув. Мăн Кăканар) — присілок у Чувашії Російської Федерації, у складі Єфремкасинського сільського поселення Аліковського району.
Населення — 152 особи (2010; 180 в 2002, 270 в 1979, 365 в 1939, 367 в 1926, 294 в 1897, 253 в 1858).
Національний склад (на 2002 рік):
- чуваші — 100 %

## Історія
Історична назва — Куганар. Засновано 19 століття як виселок села Троїцьке (нині Асакаси). До 1866 року селяни мали статус державних, займались землеробством, тваринництвом, виробництвом шерсті. На початку 20 століття діяло 3 вітряки, 3 водяних млини та 2 магазина. 1931 року створено колгосп «Правда». До 1927 року присілок входив до складу Яндобинської та Асакасинської волостей Ядринського повіту, з переходом на райони 1927 року — спочатку у складі Вурнарського району, у період 1939–1956 років — у складі Калінінського, у період 1956-1962 років — у складі Аліковського району, у період 1962-1965 років — знову у складі Вурнарського, після чого повернуто до складу Аліковського району.

## Господарство
У присілку діє магазин.